# Konstantínos Papadákis
Pour les articles homonymes, voir Papadakis.
Konstantínos Papadákis, dit Kostas Papadákis (grec moderne : Κωνσταντίνος Παπαδάκης), né le 18 avril 1975 à Athènes, est un homme politique grec membre du Parti communiste de Grèce.

## Biographie
Lors des élections européennes de 2014 il est élu au Parlement européen. Il y siège parmi les non-inscrits à la suite de la décision de son parti de quitter la Gauche unitaire européenne/Gauche verte nordique.